# Роза Тајкон
Роза Тајкон (швед. Rosa Taikon; 30. јул 1926 — 1. јун 2017) је била шведски ромски кујунџија, активисткиња против антициганизма у Шведској и иностранству и прва Калдерашкиња награђена за свој рад. Добитница је награде Улоф Палме 2013. године.

## Биографија
Рођена је 30. јула 1926. као ћерка Јохана Иштвана Тајкона и Агде Карлсон. Отац јој је био власник сајмишта, трговац, казанџија и музичар. Први пут је посетио Шведску 1898. године, а одлучио је да се пресели у њу 1914. након што је шведска влада забранила примање Рома у земљу. Прво се оженио руском имигранткињом Машом са којом није имао деце, а током 1920-их је упознао Карлос која је радила као конобарица у ресторану у Гетеборгу. Поред Розе, имали су ћерке Катарину и Паулину и сина Пола. Сви заједно су живели са Машом која им је била као бака или прабака. Када је Тајкон имала шест година, 1932. јој је мајка преминула од туберкулозе. Убрзо након тога је добила маћеху из Сундсвала. На сваке три недеље су се селили по Шведској у потрази за послом. Многе школе су одбијале да приме ромске ученике па их је отац обучавао за рад. Са десет година је почела да ради као бубњар у очевом оркестру. Године 1947. се обучавала за кујунџију, традиционални занат мушкараца у њеној породици. Похађала је школу за образовање одраслих Birkagårdens Folkhögskola 1957—1959. и студирала је на Универзитетском колеџу у Стокхолму 1961—1966. Године 1962. јој је убијен брат и то ју је мотивисало да постане истакнута ромска активисткиња у Шведској. Са сестром Катарином је објавила књигу Zigenerska 1963. Године 1969. је њен рад као кујунџије препознат на изложби у Националном музеју у Стокхолму. Била је један од домаћина прославе Sommar 1984. Исте године је гостовала у серији Här är ditt liv, шведској верзији This Is Your Life. Током лета 1994. је одржала велику изложбу својих дела у Арбру. Била је удата за Алана Видегрена 1948—1952. и кујунџију Бернда Јануша 1967—1987. Награђена је медаљом Illis quorum 2010. и наградом Улоф Палме 2013. за изузетан рад кујунџије сребра и ромског активизма. Била је тетка Џима Џидхеда. Преминула је 1. јуна 2017. и сахрањена је у Стокхолму. Њена радионица је накнадно поклоњена Музеју Хелсингландс, а 2021. године је постала део сталне поставке музеја. Неки од њених радова су изложени у Националном музеју и Музеју у Гетеборгу.

## Филмографија
- 1953 — Marianne
- 1950 — The Motor Cavaliers
- 1950 — Kyssen på kryssen
- 1949 — Smeder på luffen